# 小胞体関連分解

小胞体関連分解は、小胞体に存在する複数のタンパク質分解経路のうちの1つである。

小胞体関連分解（しょうほうたいかんれんぶんかい、Endoplasmic-reticulum-associated protein degradation；ERAD）は、小胞体の中で誤ったフォールディングを受けたタンパク質を標的とし、それらをユビキチン化してタンパク質分解複合体であるプロテアソームによって分解する細胞内経路を指す。

## メカニズム
ERADの過程は、3つのステップに分けられる。

### 小胞体内の誤ったフォールディングや変異を持つタンパク質の認識
誤ったフォールディングや変異を持つタンパク質の認識は、露出した疎水性領域、ペアになっていないシステイン残基、未成熟なグリカンといった、タンパク質内の構造を検出することで行われる。
例えば哺乳類の細胞では「グリカンプロセシング」と呼ばれる仕組みが存在する。この仕組みでは、レクチン型シャペロンであるカルネキシンおよびカルレティキュリンが、未成熟な糖タンパク質に対して適切な立体構造を獲得する機会を提供する。UDP-グルコース:糖タンパク質グルコシルトランスフェラーゼ（UDP-glucose-glycoprotein glucosyltransferase；UGGT）と呼ばれる酵素が糖タンパク質を再グルコシル化することでこれを可能にする。しかし、最終的に誤ったフォールディングをしたタンパク質は、カルネキシン/カルレティキュリンから除去されなければならない。この過程は、EDEM（ER degradation-enhancing α-mannosidase-like protein；小胞体分解促進α-マンノシダーゼ様タンパク質）ファミリー（EDEM1-3）や小胞体マンノシダーゼIによって実行される。これらのマンノシダーゼは糖タンパク質からマンノース残基を1つ取り除き、その後EDEMがこれを認識する。最終的に、EDEMはERADレクチンであるOS9やXTP3-Bの結合を促進することで、誤ったフォールディングをした糖タンパク質を分解のための標的とする。

### 細胞質への逆輸送（レトロトランスロケーション）
ユビキチン–プロテアソーム系は細胞質に存在するため、最終的に誤ったフォールディングをしたタンパク質は小胞体から細胞質へ逆輸送される必要がある。多くの証拠により、Hrd1 E3ユビキチンリガーゼが逆輸送孔（レトロトランスロコンまたはディスロコン）として機能し、基質を細胞質へ輸送することが示唆されている。ただし、Hrd1はすべてのERADイベントに必要ではないため、このプロセスには他のタンパク質も関与している可能性がある。たとえば、グリコシル化された基質は、E3 Fbs2レクチンによって認識される。さらに、この逆輸送には輸送の方向性を決定する駆動力が必要である。基質の輸送にはポリユビキチン化が必須であるため、この駆動力はユビキチン結合因子によって提供されると広く考えられている。このユビキチン結合因子の1つが、酵母のCdc48p-Npl4p-Ufd1p複合体である。ヒトでは、Cdc48pの相同タンパク質であるバロシン含有タンパク質（VCP/p97）が同様の機能を持つ。VCP/p97はATPase活性を利用して基質を小胞体から細胞質へ輸送する。

### プロテアソームにおけるユビキチン依存的な分解
最終的に誤ったフォールディングを持つタンパク質のユビキチン化は、一連の酵素反応によって引き起こされる。最初の反応では、ユビキチン活性化酵素E1がATPを加水分解し、その活性部位にあるシステイン残基とユビキチンのC末端との間に高エネルギーのチオエステル結合を形成する。次に、この活性化されたユビキチンはユビキチン結合酵素E2に受け渡される。その後、ユビキチンリガーゼとして知られるE3酵素が誤ったフォールディングを持つタンパク質に結合し、誤ったフォールディングを持つタンパク質とE2を結合させてユビキチンをタンパク質のリジン残基に結合させる。既に結合したユビキチンのリジン残基にユビキチン分子を次々と付加することで、ポリユビキチン鎖が形成される。
このようにして生成されたポリユビキチン化タンパク質は、26Sプロテアソームの19Sキャップ複合体にある特定のサブユニットによって認識される。次に、プロテアーゼ活性部位が存在する20Sコア領域の中心にポリペプチド鎖が送り込まれる。ユビキチンは、最終的な分解が行われる前に脱ユビキチン化酵素によって切り離される。

## ERADに関わるユビキチン化酵素
小胞体膜に固定されたRINGフィンガー型ユビキチンリガーゼ(E3)であるHrd1およびDoa10は、ERADにおける基質ユビキチン化の主要な媒介因子である。一方、膜タンパク質であるUbc1やUbc6、Cue1依存的に膜に結合しているUbc7がERADに関与するユビキチン結合酵素(E2)である。

## チェックポイント
ERADの基質の多様性が非常に広範であることから、ERADのメカニズムにはいくつかの多様性が存在すると提案されている。実際、可溶性タンパク質、膜タンパク質、および膜貫通タンパク質がそれぞれ異なる認識機構によって処理されることが確認されている。このことから、3つのチェックポイント経路が同定された。

### ERAD-C（Cytosolic Domain）経路
膜タンパク質の細胞質ドメインの折りたたみ状態を監視する。細胞質ドメインに欠陥が検出された場合、この経路が誤って折りたたまれたタンパク質を除去する。

### ERAD-L（Luminal Domain）経路
細胞質ドメインが正常に折りたたまれている場合、膜タンパク質は第2のチェックポイントに進む。ここでは、膜タンパク質の内腔ドメインの折りたたみ状態が監視される。この経路は、第1のチェックポイントを通過した膜タンパク質だけでなく、全体が内腔内に存在し第1のチェックポイントを迂回した可溶性タンパク質も対象としている。内腔ドメインに損傷が検出された場合、そのタンパク質は誤って折りたたまれたタンパク質を小胞体からゴルジ体へ輸送する小胞輸送機構を含む一連の因子によってERADの処理を受ける。

### ERAD-M（Membrane Domain）経路
第3のチェックポイントでもタンパク質の膜貫通ドメインを検査する。ただし、この経路が前述の2つの経路と比較してどの順序で機能するかは明確ではない。

## ERADの機能不全に関連する疾患
ERADは分泌経路の中心的要素であり、その機能異常はさまざまな疾患を引き起こす可能性がある。これらの疾患は大きく2つのグループに分類される。
第1のグループは、ERADの構成要素に変異が生じ、その機能を喪失する結果として引き起こされる。機能の喪失によりこれらの構成要素は異常タンパク質を安定化させる能力を失い、異常タンパク質が細胞内に蓄積して細胞にダメージを与える。パーキンソン病はこの障害により引き起こされる疾患であり、parkin（パーキン）遺伝子の変異によって引き起こされる。パーキンはCHIPと複合体を形成して機能するユビキチンリガーゼであり、誤って折りたたまれたタンパク質の蓄積や凝集を防ぐ役割を持つ（パーキンソン病の原因には本説以外にも多数の理論が存在する。これらについてはウィキペディアのパーキンソン病#予後も参照のこと）。
第1グループの疾患とは対照的に、第2グループは分泌タンパク質または膜タンパク質の早期分解によって引き起こされる。これにより、嚢胞性線維症で見られるように、これらのタンパク質は遠隔の細胞区画に送られなくなる。

## ERADとHIV
上述の通り、ERADの基質へのポリユビキチン鎖の付加は細胞質への搬出に必須である。HIV（ヒト免疫不全ウイルス）は宿主細胞において、1回膜貫通の細胞表面抗原であるCD4を小胞体から排除するためにERADのメカニズムを効率的に利用している。CD4は通常は安定したタンパク質であり、ERADのターゲットとなることは少ない。しかしHIVはVpuという膜タンパク質を産生し、新たに合成されたCD4を小胞体から排除して細胞質のプロテアソームによる分解を促進する。Vpuはリン酸化を受けるとE3ユビキチンリガーゼ複合体SCFβ-TrCPの基質のように振る舞って相互作用し、CD4にユビキチンを付加してプロテアソームで分解させる。一方、Vpu自体は分解を免れる。

## 今後の課題
ERADに関連する疑問は、以下のようである。
- どのようにして誤ったフォールディングのタンパク質を特異的に認識するのか？
- どのようにしてERAD基質/内腔基質と膜基質はレトロトランスロケーションのために差別化されるのか？
- レトロトランスロケーションは酵母からヒトまで保存されたシステムか？
- 内腔のERタンパク質がレトロトランスロケーションの際に通過するチャンネルは？
- タンパク質分解のために最終的にユビキチン化するE3は何か？